# 甲基甲酰胺
甲基甲酰胺是一种有机化合物，化学式为C2H5NO。它存在两种主要的共振体：
甲基甲酰胺可由甲胺的羰基化反应制得。它和乙酰丙酸加热反应，可以得到1,5-二甲基-2-吡咯烷酮。